# 熱情演唱會
《熱·情演唱會》張國榮在 2000 年至 2001 年於世界各地開展的一次巡迴演出活動。香港 2000年7月31-8月12日13場，2001年4月11-4月16日壓軸篇6場，海外巡迴四十多場。

## 簡介
- 2000年張國榮闊別三年再重返紅磡體育館舞台，張國榮親自擔任藝術總監，請來法國時裝大師让-保罗·高缇耶（Jean-Paul Gaultier）負責演唱會服裝設計。
- 演唱會首站於紅磡體育館舉行，由2000年7月31日演出至2000年8月12日，總共13場演出。
- 演唱會尾站於返回紅磡體育館舉行，名為熱情演唱會(壓軸篇)，由2001年4月11日演出至2001年4月16日。總共6場演出。

## 紀錄
- 熱情演唱會在日本巡回 10 場大型演唱會，創下華人歌手在日本演唱會的場次紀錄,根據 2003 年日本雜誌 AERA 透露張國榮日本個人演唱會累積八萬人次,締造個人演唱會累積 8 萬人次紀錄
- 熱情演唱會在上海八萬人體育場連開 2 場,是首位華人歌手連開 2 場。

## 獎項
- 2000年明報周刊致敬大獎--熱情演唱會
- 2001年首屆華語流行樂最佳演唱會獎

## 唱片專輯

### Disc 1
1. Overture
2. 夢死醉生
3. 寂寞有害
4. 不要愛他
5. 愛慕
6. 風繼續吹
7. 儂本多情
8. 側面／放蕩
9. 妳在何地
10. American Pie
11. 春夏秋冬
12. 沒有愛
13. 路過蜻蜓
14. 無心睡眠
15. 我的心裡沒有他
16. 熱情的沙漠
17. 大熱

### Disc 2
1. 紅
2. 枕頭
3. 左右手
4. 我(國)
5. 陪你倒數
6. H2O Medley: H2O/少女心事/第一次/不羈的風
7. Monica
8. Stand Up/Twist & Shout/Stand Up
9. 為妳鍾情
10. I Honestly Love You
11. 至少還有你
12. 共同渡過